# Henry Houssaye
Henry Houssaye, född den 24 februari 1848 i Paris, död där den 23 september 1911, var en fransk kritiker och historiker. Han var son till Arsène Houssaye.
Houssaye verkade som litteratur- och konstkritiker i Revue des deux Mondes och Journal des débats, och urval av hans artiklar samlades i L'art français depuis dix ans (1882) och Les hommes et les idées (1886). Han specialiserade senare på Napoleontidens historia och utgav bland annat de vederhäftiga och välskrivna 1814 (1888) och 1815 (3 band, 1893–1905). Postumt utkom Iéna et la campagne de 1806 (utgiven av Louis Madelin 1912). Houssaye blev medlem i Franska akademien 1894.